# Il Mostro di Frankenstein
Il Mostro di Frankenstein er en italiensk stumfilm fra 1920 efter Mary Shelleys roman Frankenstein. 
Dens engelske titel er The Monster of Frankenstein, titlen Master of Frankenstein er også set. På norsk er den oversat til Frankensteins monster og Frankensteins herre.
Før den blev udgivet blev den beskåret meget pga. den italienske film censur.
Denne film findes ikke mere og er gået tabt for altid.